# Neal Maupay
Neal Maupay (Versailles, 14 augustus 1996) is een Frans voetballer die doorgaans als aanvaller speelt, maar ook als offensieve middenvelder of vleugelspeler uit de voeten kan. Hij tekende in augustus 2022 een contract bij Everton, dat hem overnam van Brighton & Hove Albion.

## Clubcarrière
Maupay komt uit de jeugdopleiding van Nice. Op 16 september 2012 maakte hij zijn debuut in de Ligue 1 tegen Stade Brest. Hij viel in blessuretijd in voor Éric Bauthéac. Hij was toen 16 jaar en 34 dagen oud. Op 15 december 2012 viel hij in de thuiswedstrijd tegen Évian bij een 2-2 stand drie minuten voor tijd in voor Jérémy Pied. Vier minuten later scoorde hij het winnende doelpunt op aangeven van linksachter Timothée Kolodziejczak. Op 20 januari 2013 scoorde hij het tweede doelpunt in de 0-2 zege in het Grand Stade Lille Métropole tegen Lille OSC. Op 16 februari 2013 scoorde hij het enige doelpunt van de wedstrijd uit bij SC Bastia op aangeven van Fabrice Abriel. In 2015 tekende hij bij AS Saint-Étienne

## Clubstatistieken
| Seizoen | Club                   | Competitie     | Wed. | Doelp. |
| ------- | ---------------------- | -------------- | ---- | ------ |
| 2012/13 | OGC Nice               | Ligue 1        | 15   | 3      |
| 2013/14 | OGC Nice               | Ligue 1        | 16   | 2      |
| 2014/15 | OGC Nice               | Ligue 1        | 13   | 1      |
| 2015/16 | AS Saint-Étienne       | Ligue 1        | 15   | 1      |
| 2016/17 | → Stade Brestois       | Ligue 2        | 28   | 11     |
| 2017/18 | Brentford FC           | Championship   | 42   | 12     |
| 2018/19 | Brentford FC           | Championship   | 43   | 25     |
| 2019/20 | Brighton & Hove Albion | Premier League | 17   | 8      |
| Totaal  | Totaal                 | Totaal         | 189  | 63     |

## Interlandcarrière
Maupay kwam uit voor verschillende Franse nationale jeugdselecties. Hij nam met Frankrijk –19 deel aan het EK –19 van 2015.
1 Rulli ·
3 Merlin ·
5 Balerdi  ·
6 Garcia ·
7 Carboni ·
8 Maupay ·
9 Wahi ·
10 Greenwood ·
11 Harit ·
12 De Lange ·
13 Cornelius ·
14 Moumbagna ·
17 Rowe ·
18 Meïté ·
19 Kondogbia ·
20 Brassier ·
21 Rongier ·
22 Sternal ·
23 Højbjerg ·
24 Mughe ·
25 Rabiot ·
29 Lirola ·
34 Nadir ·
36 Blanco ·
37 Soglo ·
44 Henrique ·
48 Abdallah ·
51 Koné ·
62 Murillo ·
99 Mbemba ·
Coach: De Zerbi
· Assistent-coach: Abardonado